# Katherine Willoughby, 12. Baroness Willoughby de Eresby

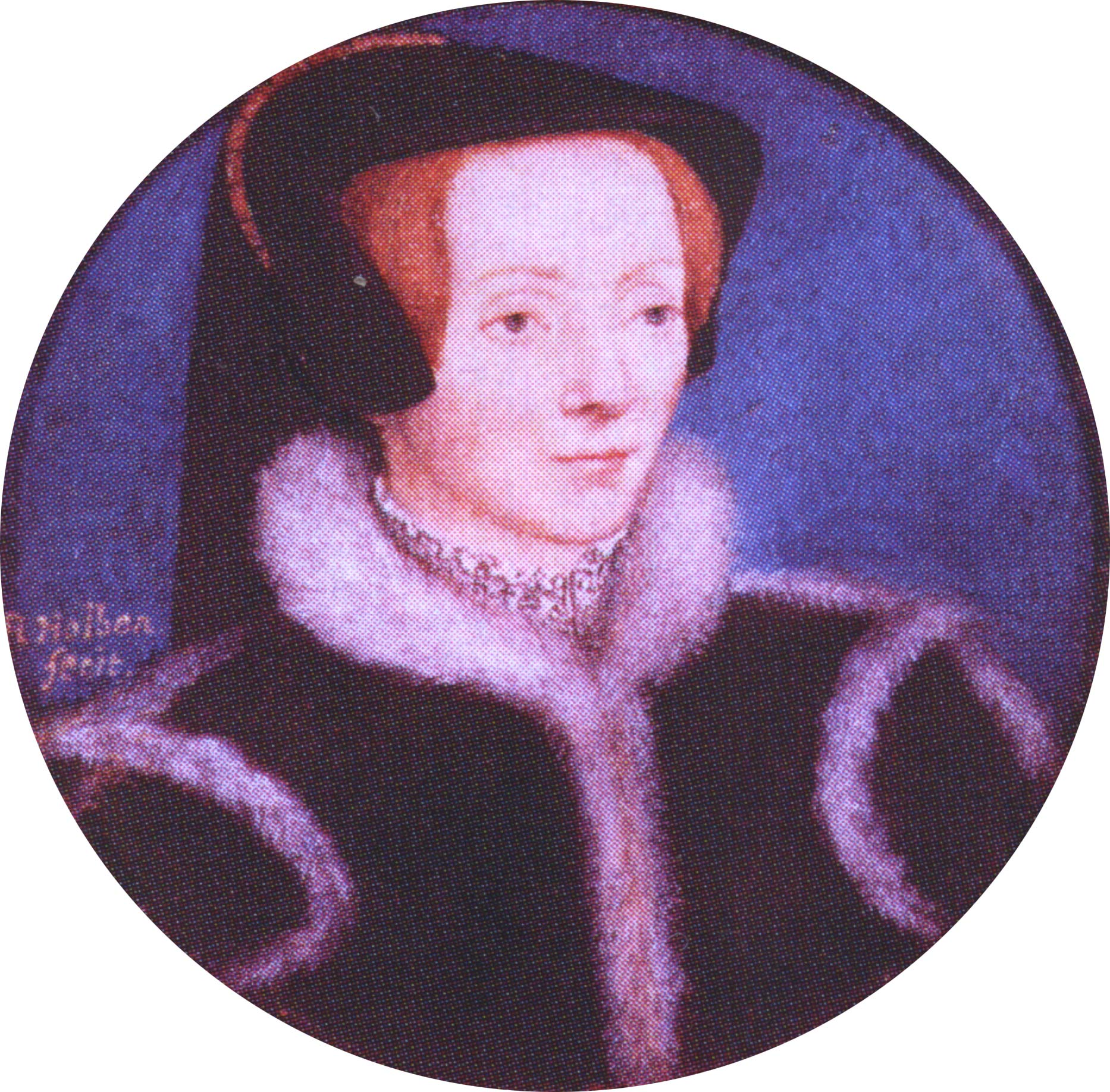
Katherine Willoughby, Porträtminiatur Hans Holbein des Jüngeren, entstanden vor 1543

Katherine Willoughby, 12. Baroness Willoughby de Eresby (auch Katheryn, Katharine) (* 22. März 1519 oder 1520, Parham Old Hall bei Framlingham; † 19. September 1580) war eine englische Adelige und gehörte zu den ersten energischen Befürwortern und Patronen der reformierten protestantischen Religion in England. Während der katholischen Gegenreformation unter Maria I. wurde sie deshalb verfolgt und musste aus England fliehen. Sie verbrachte mehrere Jahre unter abenteuerlichen Umständen im Exil in Wesel und in Polen und kehrte erst unter der protestantischen Königin Elisabeth I. wieder nach England zurück.
Von Zeitgenossen wurde sie für ihren scharfen Verstand und ihre Wissbegierde als eine Frau gelobt, die es mit den größten Köpfen ihrer Zeit aufnehmen konnte, war aber dennoch gefürchtet für ihre Temperamentsausbrüche und verbalen Spitzen.
Zu Lebzeiten war sie besser bekannt unter dem Höflichkeitstitel Duchess of Suffolk (Herzogin von Suffolk), den sie aufgrund ihrer ersten Ehe mit Charles Brandon, 1. Duke of Suffolk, führte.

## Leben

### Kindheit und Jugend
Katherine Willoughby war nach zwei früh verstorbenen Söhnen das einzige überlebende Kind und die Erbin des William Willoughby, 11. Baron Willoughby de Eresby und der María de Salinas, einer spanischen Hofdame und engen Vertrauten Königin Katharinas von Aragon. Der genaue Tag und Monat ihrer Geburt sind bekannt, ihr Geburtsjahr ist jedoch nicht eindeutig feststellbar. Im England des 16. Jahrhunderts begann das Jahr offiziell mit dem 25. März (nach dem julianischen Kalender), parallel wurde aber auch schon der moderne Gregorianische Kalender verwendet, bei dem das Jahr am 1. Januar beginnt. Das verzeichnete Geburtsdatum Katherines, der 22. März 1519, könnte demnach auch den 22. März 1520 meinen.
Ihre Eltern standen hoch in der Gunst des englischen Königspaares Heinrich VIII. und Katharina von Aragon. Zu Ehren der Königin, die auch ihre Patin war, wurde sie in der Kirche in Ufford, nahe Parham, auf den Namen Katherine getauft. Ihr männlicher Taufpate war bemerkenswerterweise Stephan Gardiner, der zukünftige Bischof von Winchester, mit dem sie als Erwachsene schwerwiegend verfeindet sein sollte. Zunächst wuchs sie wie damals üblich auf dem Landsitz ihrer Eltern auf, bis im Oktober 1526 ihr Vater starb. Die erst siebenjährige Katherine war nun Alleinerbin seines beträchtlichen Vermögens und der Baronie Willoughby de Eresby, deren Titel als einer der wenigen in England auch über die weibliche Linie vererbt werden konnte.
Zwar lebte ihre Mutter noch, Frauen erhielten aber selten die Vormundschaft für ihre Kinder und so fiel auch Katherines Vormundschaft, wie in Fällen minderjähriger reicher Erben üblich, an die Krone. Der König verkaufte diese dann im November 1527 für die hohe Summe von mehr als 2666 Pfund an seinen Schwager Charles Brandon, 1. Duke of Suffolk, der Katherine mit seinem dreijährigen Sohn und Erben Henry Brandon, 1. Earl of Lincoln, verlobte. Dies fand wahrscheinlich die Zustimmung von Katherines Mutter, da sie in einem Disput mit dem jüngeren Bruder ihres verstorbenen Mannes, Sir Christopher Willoughby, stand. Dieser sah sich um das Erbe seines Bruders betrogen und forderte anstelle seiner Nichte Titel, Land und Geld für sich selbst ein. Sie und Brandon taten sich in den nächsten Jahren im Streit um Katherines Erbe immer wieder gegen Sir Christopher Willoughby zusammen und gewannen schließlich. Katherine wurde die Baronie zugesprochen und anders als der Höflichkeitstitel Duchess of Suffolk, den sie später durch Heirat erhielt, führte sie fortan den Titel Baroness aus eigenem Recht, auch wenn sie als Frau nie den damit verbundenen Sitz im House of Lords einnehmen durfte.
Katherine wuchs daraufhin im Haushalt ihres Vormundes und dessen Frau Mary Tudor, der Schwester des Königs auf, zusammen mit deren Töchtern Frances und Eleanor und ihrem vier Jahre jüngeren Verlobten Henry.

### Duchess of Suffolk 1533–1545

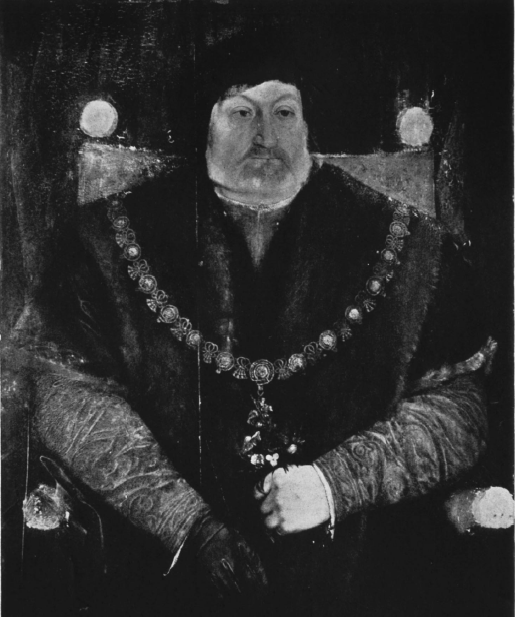
Charles Brandon, 1. Duke of Suffolk in seinen Fünfzigern

Die ruhige Kindheit auf dem Land unter der Obhut Mary Tudors nahm schon im Juni 1533 ein Ende, als diese noch recht jung starb. Ihr Tod wurde der Auslöser für Katherines erste Ehe. Katherines Verlobter Henry war mit zehn Jahren noch zu jung zum Heiraten und wahrscheinlich auch bereits krank. Sein Vater, der nun verwitwete Herzog, hatte als Katherines Vormund das Recht, über ihre Ehe zu entscheiden, und, um das Erbe der mittlerweile 14-jährigen Katherine nicht zu verlieren, beschloss er, fast fünfzigjährig, sie selbst zu heiraten. Was Katherine selbst von dieser Eheschließung hielt, ist nicht bekannt. Einerseits sprach sie sich später entschieden gegen arrangierte Ehen aus, andererseits soll sie ans Sterbebett ihres Mannes geeilt sein. Die Heirat fand im September 1533 statt, Henry Brandon starb im darauffolgenden Jahr und aus der Ehe zwischen Katherine und Charles Brandon gingen zwei Söhne hervor, ein weiterer Henry, geboren 1535, und der ein oder zwei Jahre jüngere Charles.
Die neue Würde als eine der höchstrangigen Damen im Königreich brachte das junge Mädchen nun ins Zentrum vieler wichtiger politischer Geschehnisse bei Hofe. Im Laufe der folgenden Jahre führte sie u. a. als zweite adelige Dame den Trauerzug bei der Beerdigung Katharinas von Aragon an, empfing offiziell zusammen mit ihrem Mann die neue Königin Anna von Kleve bei deren Ankunft in Dover und war eine der sechs hochrangigen Edeldamen (great ladies) der neuen Königin, die ihr bei hohen Anlässen und an Feiertagen Edeldienste leisteten. Wenn sie sich mit ihrem Mann bei Hofe aufhielt, wurde die attraktive junge Frau vom König großzügig unterhalten.

#### Religiöse Überzeugungen
Fast noch ein Kind bei ihrer Eheschließung, füllte Katherine ihre neue Rolle scheinbar mit Bravour aus und wurde als „tugendhaft, weise und besonnen“ bezeichnet. Es sollte sich aber bald auch ihre energische Persönlichkeit und scharfe Zunge bemerkbar machen. In ihrer Kindheit war sie zweifelsohne katholisch erzogen worden und ihr Taufpate Gardiner bezeichnete sie als „so ernst im Glauben wie jeder andere“, aber im Laufe der späten 1530er und frühen 1540er bewegte sie sich unverkennbar zu protestantischem Gedankengut hin. Es ist heute nicht mehr genau nachvollziehbar, wie genau ihr Glaubenswandel sich entwickelte. Es handelte sich mit Sicherheit um einen längeren Prozess, während dessen sie verschiedene neue Ideen aufnahm und auch wieder einige verwarf, bis sie zu den gefestigten Überzeugungen kam, die sie später so energisch vertrat. Es ist belegt, dass sie um 1539 bereits ungewöhnliches Interesse an religiösen Themen zeigte und begann, Geschenke mit führenden protestantischen Persönlichkeiten bei Hofe auszutauschen.

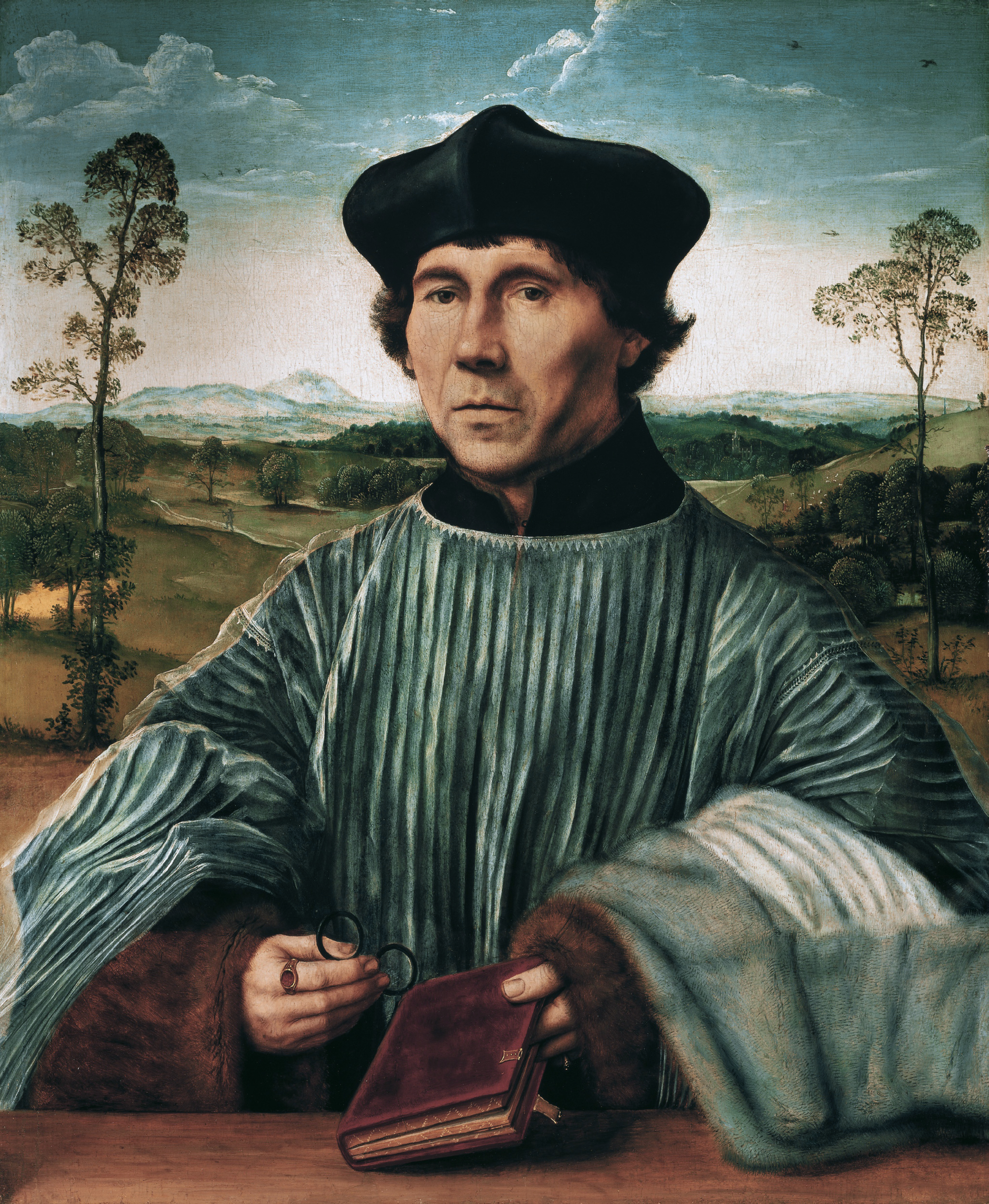
Stephen Gardiner

Sie beleidigte in dieser Zeit auch mehrfach ihren Taufpaten Stephen Gardiner, der als Bischof von Winchester und Mitglied im Privy Council nach dem Sturz von Thomas Cromwell 1540 einer der führenden Konservativen bei Hofe war. Einmal während eines Partyspiels auf dem herzoglichen Anwesen forderte ihr Mann die Damen auf, sich unter den anwesenden Herren den auszuwählen, der ihnen am liebsten sei, um sie zu Tisch zu führen. Katherine wählte Gardiner mit den Worten „da ich meinen Mann, der mir am liebsten ist, nicht wählen darf, wähle ich Euch, den Mann, der mir am unliebsten ist“. Als Frau eines der mächtigsten Adeligen bei Hofe konnte sie sich derlei Spitzfindigkeiten ungeschoren leisten, doch Gardiner sollte ihr diese Beleidigungen zeitlebens nachtragen und rächte sich an ihr, sobald er Gelegenheit dazu hatte. Später warf er ihr auch noch vor, sie hätte ihren Schoßhund in eine Soutane gekleidet und nach ihm benannt, was für viel Gelächter sorgte, wenn sie ihm Bei Fuß! zurief.
Möglicherweise beeinflusste Katherine zu dieser Zeit auch ihren Mann in seiner Wahl eines Protestanten als dessen Kaplan. Sie bezog allerdings erst nach seinem Tod klar Position innerhalb der sich rapide herauskristallisierenden religiösen Interessengruppen bei Hofe. Im Juli 1546, als sie die Vormundschaft für ihren älteren Sohn von der Krone zurückkaufte, waren es schließlich allesamt führende evangelische Höflinge, die für sie als Bürgen einstanden.

### Witwe 1545–1553
Als Charles Brandon im August 1545 starb, wurde Katherine Willoughby mit Mitte 20 eine unabhängige, wohlhabende junge Witwe. Zwar fiel, wie in ihrer eigenen Kindheit, die Vormundschaft für ihren älteren Sohn Henry, den neunjährigen Erben des Titels, an die Krone, Katherine kaufte die Vormundschaft jedoch prompt zurück. Außerdem erhielt sie im März von den Vermögensverwaltern des Erbes ihres Mannes aufgrund des „besonderen Vertrauens und Zutrauens, das sie in die besagte Lady Katheryn haben“ als Verwalterin die Kontrolle über weite Teile des Vermögens. Die gesellschaftliche und finanzielle Position, die ihr Mann ihr und ihren Söhnen hinterlassen hatte, war stark und Katherine konnte sich nun neben der Ausbildung ihrer Söhne und der Verwaltung der Ländereien zunehmend ihren religiösen Interessen widmen.

#### Der Reformistenzirkel der Königin

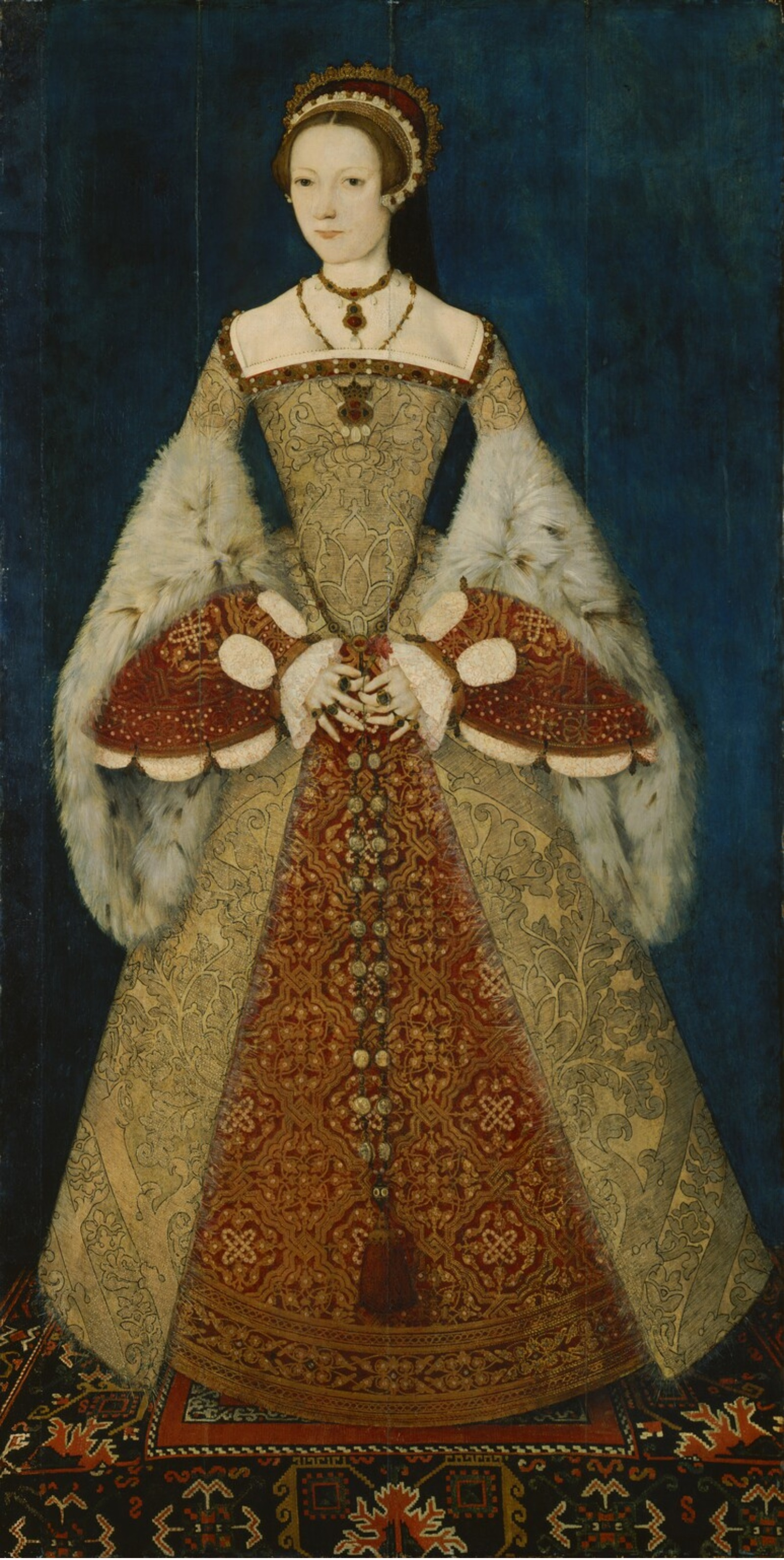
Catherine Parr, Königin von England, Katherine Willoughbys Freundin, ca. 1545

Sie bewegte sich fortan offen im reformistischen Zirkel um die Königin Catherine Parr, mit der sie bereits zuvor eine enge Freundschaft verbunden hatte. In diesem Zirkel war man offen für die Ideen des neuen Glaubens, die Königin selbst verfasste Gebete auf Englisch statt Latein und veröffentlichte als eine der wenigen Frauen ihrer Zeit ein Buch Gebete und Meditationen. Katherine Willoughby nahm an den englischen Bibellesungen und lebhaften theologische Debatten teil, die in ihren Gemächern stattfanden, obwohl Frauen dies eigentlich verboten war. Bald wurde sie vom kaiserlichen Botschafter Eustace Chapuys als eine der Damen benannt, die die Königin „in ihren ketzerischen Ansichten anstachelt“. Die Konservativen unter Führung Gardiners und Lordkanzlers Thomas Wriothesley, 1. Earl of Southampton, beobachteten die Aktivitäten der Königin und ihres Kreises mit zunehmendem Argwohn und führten schließlich einen Schlag gegen sie aus.
Im Mai 1546 wurde die protestantische Straßenpredigerin Anne Askew, die das Wunder der Transsubstantiation leugnete, im Tower inhaftiert. Das eigentliche Ziel waren aber ihre hochrangigen Glaubensgenossinnen bei Hofe. Um deren Namen, vielleicht sogar den der Königin, aus ihr herauszupressen, wurde Anne Askew gefoltert.

„Dann fragten sie mich nach Mylady Suffolk, Mylady Sussex, Mylady Hertford, Mylady Denny und Mylady Fitzwilliams, … [weil] der König informiert war, ich könne eine große Anzahl Leute meiner Sekte verraten… Dann legten sie mich auf die Streckbank, weil ich keine Dame oder Edelfrau verriet, die meiner Meinung war.“

Zu Katherines Glück blieb Anne Askew unter der Folter standhaft und leugnete, sie oder die anderen Genannten zu kennen. Die adeligen Damen entkamen dadurch einer Strafe, Anne Askew jedoch war weniger glücklich und wurde kurz darauf auf dem Scheiterhaufen verbrannt.
Keinesfalls entmutigt nach diesem gescheiterten Versuch, dem Reformistenkreis zu schaden, gaben die Konservativen nicht auf, sondern griffen die Königin direkt an. Gardiner und Wriothesley bezichtigten sie der Ketzerei und brachten den König dazu, einen Haftbefehl für sie zu unterzeichnen. Zuvor waren schon Gerüchte aufgekommen, der König sei seiner Frau müde und erwäge Katherine Willoughby an ihrer Stelle als siebte Frau zu heiraten. Die Königin konnte einer Verhaftung nur entkommen, weil es ihr in letzter Minute gelang, mit dem König persönlich zu sprechen und ihn von ihrer Unschuld zu überzeugen.

#### Patronin der Reform
Kurz nach diesen Ereignissen starb der alte König Heinrich VIII. und sein Sohn Edward wurde gekrönt. Der erst neunjährige Junge war im Sinne des neuen Glaubens erzogen worden und unter Führung seines Onkels Edward Seymour rissen nun die Protestanten die Macht in England an sich, um die Reform voranzutreiben. Katherines Erzfeind Stephen Gardiner wurde 1549 nach erbittertem Widerstand gegen die Reformen im Tower inhaftiert, was sie spitzfindig damit kommentierte, es sei „lustig unter den Lämmern, wenn der Wolf weggesperrt ist“. Katherine Willoughby konnte sich nun offen als Patronin des Protestantismus betätigen und ihre entschiedene Förderung und finanzielle Unterstützung half alsbald bei der Formung einer neuen protestantischen Kultur. Sie führte protestantische Geistliche in ihre Gemeinden in Lincolnshire ein und:

„Sie war sehr aktiv darin, die Bemühungen der Regierung zu unterstützen überflüssige Heiligentage abzuschaffen, Bildnisse und Reliquien aus Kirchen zu entfernen, Schreine und andere Monumente des Götzendienstes und des Aberglaubens zu zerstören, den Klerus zu bekehren und dafür zu sorgen, dass jede Kirche [...] eine Ausgabe der Großen Bibel zur Ansicht zur Verfügung stellte, sowie die Bischöfe, Vikare und Kuraten zu bewegen, mit Eifer gegen die usurpierte Autorität des Papstes zu predigen und allen, vor allem der Jugend, einzuschärfen die Heilige Schrift, das Vaterunser, die Glaubensartikel und die zehn Gebote auf englisch zu lesen.“

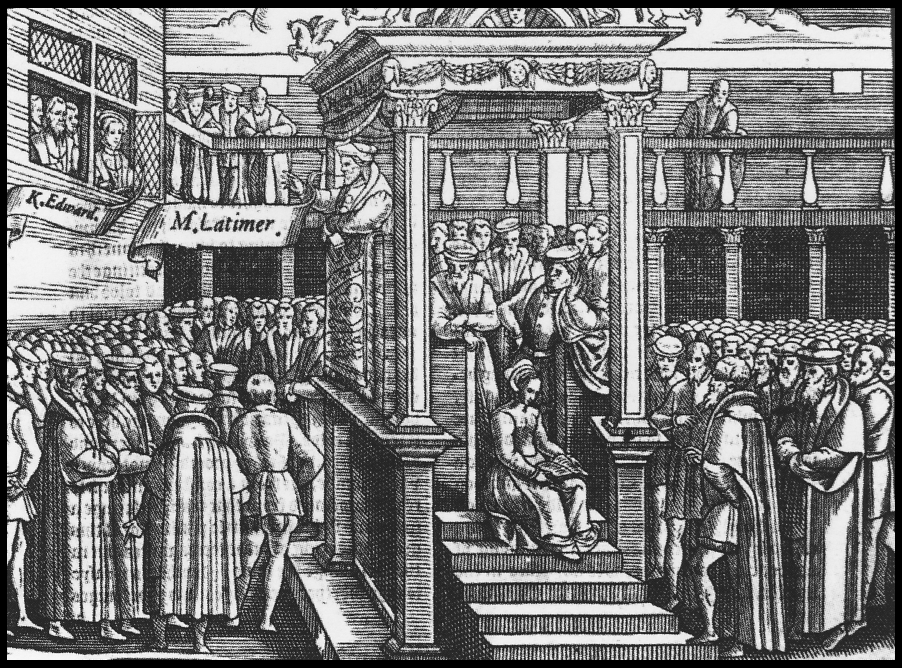
Hugh Latimer predigt vor König Edward
Holzschnitt, ca. 1563, die lesende Dame auf den Stufen im Vordergrund wird manchmal für Katherine Willoughby gehalten

Mehr als ein Dutzend Bücher wurden ihr entweder gewidmet oder mit ihrem Wappen gedruckt (d. h. von ihr mitfinanziert), darunter auch ein Werk von Erasmus von Rotterdam und Bibelübersetzungen von Tyndale. Im November 1547 wurde das Pamphlet Die Klage eines Sünders von Königin Catherine Parr veröffentlichte, „gedruckt auf ausdrücklichen Wunsch der allergnädigsten Lady Katherine, Duchess of Suffolk“, ein Werk, das zum Ziel hatte, das Bibelleseverbot für Frauen und die unteren Schichten aufzuheben.
Neben Catherine Parr, Lordprotektor Edward Seymour und Erzbischof Thomas Cranmer, den zweifellosen Anführern der englischen Reformation, zählte zu Katherines gleichgesinnten engen Freunden auch Bischof Hugh Latimer, der unter Heinrich VIII. im Tower gesessen hatte und den sie nun einlud, auf ihrem Anwesen als ihr Kaplan Predigten zu halten. Es ist ihr zu verdanken, dass viele seiner Predigten bis heute erhalten sind, da sie sie drucken ließ. Ebenso verband sie eine enge Freundschaft mit William Cecil, dem späteren Minister Königin Elisabeths, und dem deutschen Protestanten Martin Bucer, der wegen seiner Religion von Straßburg nach England geflohen war. Sie unterstützte ihn finanziell und half bei der Gründung sogenannter Fremdenkirchen (Stranger Churches) für protestantische Flüchtlinge aus dem Ausland wie ihn.
Ihre Freundin Catherine Parr starb 1548 bei der Geburt ihrer Tochter Mary im Kindbett, nachdem sie zu Katherines Missfallen Thomas Seymour, 1. Baron Seymour of Sudeley geheiratet hatte. Sieben Monate später wurde Seymour wegen Hochverrats hingerichtet. Er verfügte in seinem Testament, dass Mary in Katherines Obhut gegeben werden sollte, was diese allerdings als Bürde empfand. Das kleine Mädchen scheint jedoch nicht lange überlebt zu haben, denn die letzten Aufzeichnungen über sie in Katherines Haushalt enden kurz nach ihrem zweiten Geburtstag.
Katherine beschäftigte sich umso intensiver mit der Erziehung ihrer eigenen Söhne, auf deren Ausbildung sie größten Wert legte. Selbst beim Mittagessen waren die Jungen dazu aufgefordert, Philosophie und Theologie auf Latein zu debattieren und anschließend griechische Textpassagen zu übersetzen. Ihr jüngerer Sohn Charles blieb zunächst zu Hause bei ihr und wurde von Tutoren unterrichtet, Henry dagegen wurde bei Hofe zusammen mit dem jungen König ausgebildet. Äußerst ungewöhnlich in einer Zeit, in der arrangierte Ehen die Norm waren, lehnte sie Edward Seymours Vorschlag ab, Henry mit dessen Tochter Anne zu verheiraten. Auch das gehörte zu den neuen Ideen der Reform. „[Ich] kann ich nicht sagen, was wir Schlimmeres tun könnten, als unsere Kinder in eine so elende Lage zu bringen, nicht nach ihrem eigenen Gefallen wählen zu dürfen … würden sie auf unseren Befehl hin und ohne eigene Zustimmung heiraten, die sie solche Zustimmung wie sie in Eheangelegenheiten gegeben werden sollte, noch nicht ermessen können.“

#### Tod der Söhne
Den mittlerweile 14-jährigen Henry und seinen Bruder, beide intelligente, begabte Schüler, schickte Katherine 1549 zum Studium ans St John’s College an der University of Cambridge, das ein Zentrum protestantischer Ideen war, und wo sowohl Latimer als auch Cecil studiert hatten. Ihr Freund, der Humanist Thomas Wilson, war dort ihr Lehrer. Um ihren Kindern näher zu sein, bezog sie ein Haus in Kingston in der Nähe der Universitätsstadt. 1551 brach dort eine Epidemie der gefürchteten Schweißkrankheit aus. Die beiden Jungen flohen zwar sofort in den Ort Buckden, doch zu spät, beide hatten sich bereits angesteckt. Als Katherine, die ihnen nachgeeilt war, am frühen Morgen des 14. Juli 1551 in Buckden ankam, war Henry bereits tot. Charles starb eine halbe Stunde später in ihrer Anwesenheit. Sie waren nur 15 und 13 Jahre alt geworden.
Katherine traf der tragische Tod ihrer Söhne so hart, dass sie körperlich krank wurde und sich in ihrer Trauer von allen zurückzog, „von Herzen wünschend, wenn es Gottes Wille sei, ihr Leben zu beenden“. Trost fand sie schließlich erst in ihrer Religion. Thomas Wilson widmete ihr in seinem Buch The Arte of Rhetorique einen Abschnitt, in dem er sie über ihren Verlust hinweg zu trösten versuchte, indem er sie an Gottes Willen erinnerte. Katherine fand Stärke in diesem Gedanken. Sie schrieb im September an ihren Freund Cecil:

„Ich danke Gott, für all Seine Wohltaten, mit denen es Ihm gefallen hat, mich zu überhäufen, und wahrlich nehme ich diese letzte und auf den ersten Blick schärfste und bitterste Strafe als nicht die geringste Seiner Wohltaten, insofern keine andere zuvor mich so gut gelehrt hat, Seine Macht, Seine Liebe und Gnade zu kennen und meine eigene Schwäche und den erbärmlichen Zustand, den ich ohne Ihn hier [auf Erden] erdulden müsste. Und um Euch zu versichern, dass ich großen Trost in Ihm finde, würde ich dies gerne Euch zu Angesicht sagen, doch da mein Fleisch schwach ist, kann ich kaum in Ruhe selbst meine Freunde betrachten [...] ohne traurig zu sein.“

Langsam erholte Katherine sich von ihrem Schicksalsschlag und konnte wieder nach vorne blicken, um ein neues Leben zu beginnen. Weihnachten in diesem Jahr verbrachte Katherine im Kreise ihrer verbliebenen Familie, bei ihrer Stieftochter Frances Brandon und deren Töchtern, darunter Jane Grey, die wenige Jahre später für neun Tage den englischen Thron usurpieren würde, in einem Versuch, die katholische Maria davon abzuhalten, die Reformen in England rückgängig zu machen.

### Zweite Ehe
Zu Beginn des Jahres 1553 (eventuell auch schon 1552) heiratete Katherine zum zweiten Mal. Ihr neuer Ehemann, Richard Bertie, war nur zwei oder drei Jahre älter als sie und hatte seit mehreren Jahren in ihrem Haushalt als ihr Gentleman Usher gedient, als solcher erledigte er wichtige, vertrauliche Geschäfte für sie und ging bei zeremoniellen Prozessionen vor ihr. Er war ein gebildeter Mann, der fließend Latein, Französisch und Italienisch sprach und ihre protestantischen Überzeugungen teilte. Man kann sicher davon ausgehen, dass es sich um eine Liebesheirat handelte. Katherine war trotz dieser Ehe weiter bekannt als Duchess of Suffolk, auch wenn dieser Titel eigentlich längst auf ihre Stieftochter Frances Brandon übergegangen war, deren Mann nach dem Tod von Katherines Söhnen 1551 der Titel Duke of Suffolk zugestanden worden war. 1554 kam Katherines Tochter Susan zur Welt.

### Gegenreformation unter Maria I. 1553–1558
Ihr neugefundenes persönliches Glück wurde bald schon durch politische Veränderungen getrübt. Mit dem frühen Tod Edwards VI. im Jahr 1553 bestieg seine katholische Schwester Maria I. den Thron, die umgehend eine katholische Gegenreformation einleitete. Als eine ihrer ersten Amtshandlungen holte sie Stephan Gardiner aus dem Tower und machte ihn zu ihrem Lordkanzler. Die Gesetze gegen Ketzerei wurden wieder eingeführt und die Heilige Messe wieder erlaubt, das Lesen der englischen Bibel dagegen wurde verboten.
Viele führende Reformer, darunter auch Hugh Latimer, wurden nun inhaftiert und verhört, ein Vorspiel der beispiellosen Massenverbrennungen von Ketzern, die bald in England begannen und die der Königin schließlich den Beinamen „die Blutige“ eintrugen. Katherine unterstützte die Inhaftierten mit Geld, doch es war abzusehen, dass sie selbst bald in Bedrängnis geraten würde. Die Frau, die sich unter Edward VI. so offen und energisch für den Protestantismus ausgesprochen hatte, dass selbst ihr Glaubensgenosse Richard Morison ihre leidenschaftlichen Ausbrüche „die Lady-Suffolk-Anfälle“ nannte, und die von den Katholiken ominös als „die größte Ketzerin im Königreich“ bezeichnet wurde, konnte unter dem neuen Regime nicht lange unbehelligt bleiben.

#### Bedrohung
Zu Pfingsten 1554 war es soweit. Unter Androhung von hohen Geldstrafen befahl Gardiner, der nun als erster Minister des neuen Regimes äußerst mächtig war, Richard Bertie zu sich, angeblich um für die Königin 4.000 Pfund einzutreiben, die Katherines erster Ehemann Marias Vater König Heinrich geschuldet hatte. Als Bertie erklärte, dass Katherine als Vermögensverwalterin die Rückzahlung der Schulden längst eingeleitet hatte, offenbarte Gardiner den wahren Grund der Audienz.

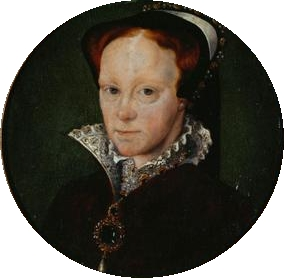
Königin Maria „die Blutige“; ca. 1554

„Ich höre Schlechtes über Eure Religion. Wenn ich eine Frage über Mylady, Eure Gemahlin stellen darf, ist sie jetzt so bereit die Messe zu feiern, wie sie noch vor kurzem bereit war sie niederzureißen, als sie befahl, einen Hund in ihrem Gefolge in eine Soutane zu kleiden und bei meinem Namen zu rufen? Oder wähnt sie ihre Lämmer nun in Sicherheit, die mir sagte, es sei lustig bei den Lämmern, nun da der Wolf weggesperrt ist, als ich von meinem Kerkerfenster im Tower vor ihr zum Gruß den Hut zog?“

Bertie erwiderte:

„Was die Messe betrifft, hat sie diese innerlich verachten gelernt durch starke Überredung vieler gelehrter Männer und durch die allgemeine Meinung und Ordnung der letzten sechs Jahre. Sollte sie sie nun äußerlich erlauben, würde sie Gott gegenüber eine falsche Christin sein und ihrer Königin gegenüber eine sich verstellende Untertanin … Ein religiöses Geständnis des Mundes, entgegen der Überzeugung des Herzens, bewirkt Verdammung, wo Erlösung vorgegeben wird … Sie kann nur durch Überredung, nicht durch Befehl bekehrt werden.“

Gardiner bedrängte Bertie seine Frau zu bekehren, bot ihm Freundschaft an und entließ ihn vorerst. Durch Freunde wurden ihnen aber bald zugetragen, dass der Bischof vorhatte, Katherine zu einem Geständnis ihres Glaubens vorzuladen. Katherine musste befürchten, wie ihr Freund Latimer inhaftiert und womöglich als Ketzerin verbrannt zu werden, wie es in den nächsten Jahren vielen hundert Protestanten ergehen sollte.
Die Berties beschlossen, aus England zu fliehen.

#### Flucht aus England

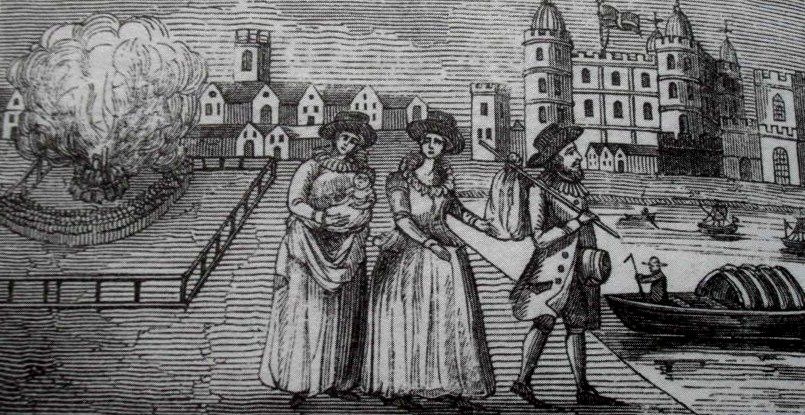
Katherine Willoughbys Flucht aus England; Darstellung aus dem 17. Jh.

Unter dem Vorwand in Spanien Schulden eintreiben zu wollen, die Katherines erstem Ehemann von dort noch zustanden, gelang es Richard Bertie, eine Ausreiseerlaubnis von der Königin zu erhalten. Er verließ England im Juni 1554, Katherine musste mit ihrer kleinen Tochter noch zurückbleiben, um den Anschein zu wahren. Erst am Neujahrsmorgen 1555 folgte sie ihm heimlich. Als Kaufmannsfrau verkleidet verließ sie zwischen vier und fünf Uhr morgens ihr Anwesen in London, nur von einem Eingeweihten und wenigen Dienern begleitet. Als sie durch das Tor entkommen wollten, hörte aber ein Wachmann den Lärm und auf der Flucht vor ihm verlor Katherine ihr gesamtes Gepäck mit den Babysachen ihrer Tochter.
Der königliche Rat wusste bereits von ihrer Flucht, als sie kurz darauf im Hafen eine Fähre nach Leigh bestieg, wo das Schiff für ihre Flucht bereitlag, und ließ ihr Haus durchsuchen. Auch bei ihrer Ankunft in Leigh wusste man dort schon Bescheid, so dass sie nur unentdeckt blieb, weil ein Kaufmann namens Gosling sie als seine erwachsene Tochter auf Besuch ausgab. Erst einige Tage später konnte Katherine endlich ein Schiff nach Holland besteigen. Nachdem es von ungünstigen Winden zweimal beinahe wieder nach England zurückgetrieben worden war und ein Mal sogar auf der Suche nach ihr inspiziert wurde, kam sie schließlich doch noch sicher in Brabant an.

#### Exiljahre

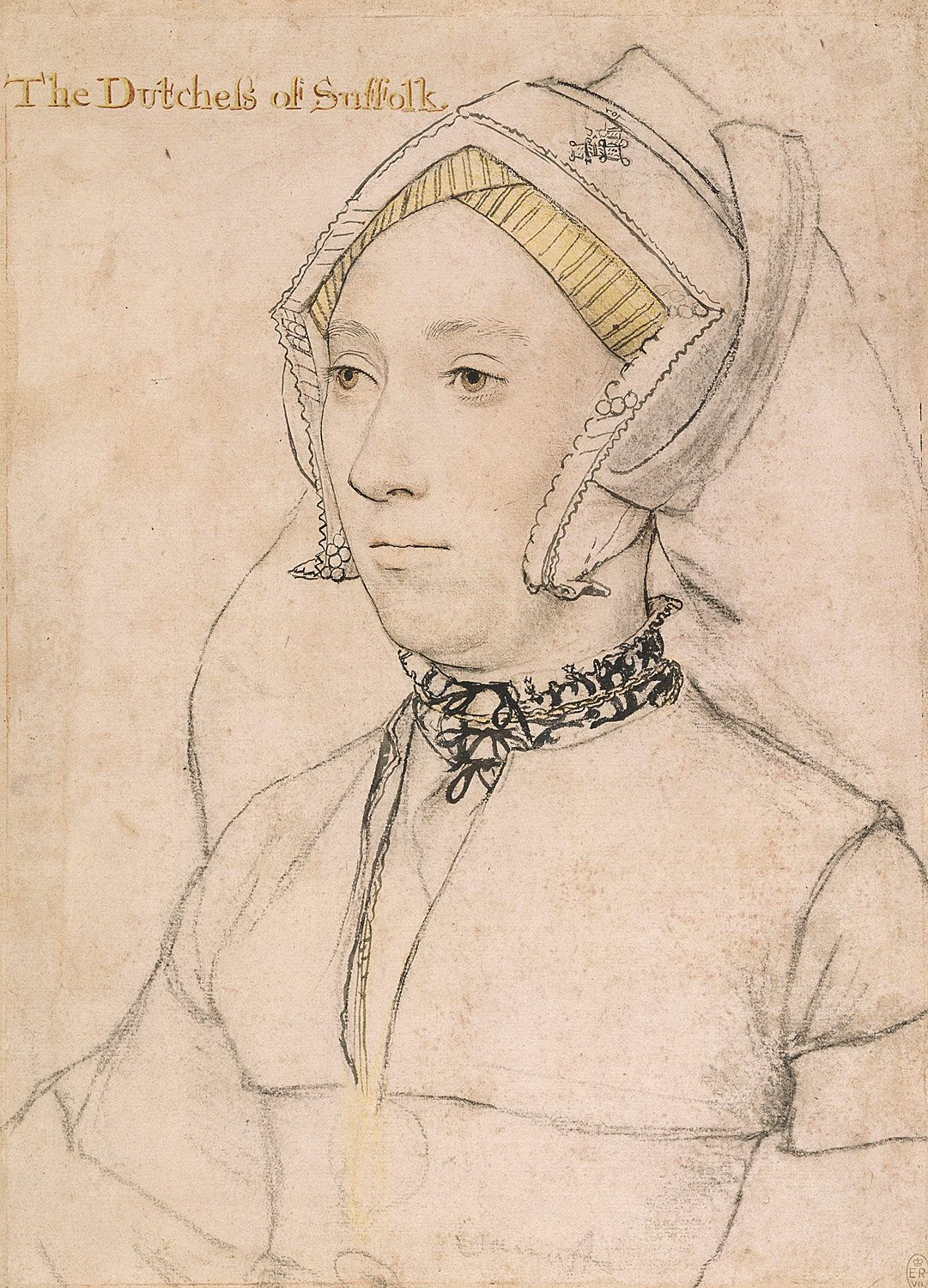
Skizze für ein Porträt, vermutlich Katherine Willoughby

Katherine und ihr Mann ließen sich vorerst anonym in einem kleinen Ort namens „Santon“ (Xanten) nahe Wesel im Herzogtum Kleve nieder, wo zu jener Zeit viele religiöse Flüchtlinge, insbesondere Wallonen, Unterschlupf fanden. Den protestantischen Pastor dort, Francis Perusell, kannte Katherine aus seiner Zeit in England und sie baten ihn, in Wesel Unterkunft und offiziellen Schutz für sie zu finden. Bevor er alles für sie bereit hatte, entdeckte aber der Magistrat in Santon, dass sie nicht die einfachen Leute waren, für die sie sich ausgaben, und die Berties mussten kaum mehr als einen Monat nach ihrer Ankunft Hals über Kopf wieder fliehen. Sie verließen nachmittags ihr Haus wie zu einem Spaziergang und liefen einfach zu Fuß nach Wesel. Dort angekommen, konnten sie aber keine Unterkunft finden, überall in den Gasthäusern hielt man sie für einen verhassten Landsknecht und sein Weib und wies sie zurück.
Mit ihrer weinenden Tochter im Arm musste Katherine schließlich nachts bei strömendem Regen und in der Winterkälte Zuflucht unter einem Torbogen der Kirche suchen, während ihr Mann loszog, um ihnen wenigstens wärmendes Stroh und Kohle für ein Feuer zu kaufen. Da Bertie kein Holländisch sprach, hatte er Probleme, sich verständlich zu machen, traf aber dann zufällig auf zwei Jungen, die er Latein sprechen hörte und bat sie, ihm den Weg zu einem freundlich gesinnten Wallonen zu zeigen. Durch eine glückliche Fügung wiesen sie ihm ausgerechnet den Weg zum Haus Francis Perusells, der sie willig aufnahm und neu einkleidete.
Die Berties mieteten ein Haus in Wesel und in der Stadt verbreitete sich bald, wer sie waren. Am 12. Oktober 1555 brachte Katherine in Wesel einen Sohn zur Welt, den sie in Anspielung an ihre Wandersreisen Peregrine nannten – Latein für ‚Fremder‘ oder ‚Pilger‘. Vier Tage später wurde in England Katherines Freund Hugh Latimer auf dem Scheiterhaufen verbrannt. Sie wähnten sich sicher, doch auch Wesel wurde bald gefährlich für sie. Im Winter erreichte sie eine Warnung, dass William Paget, einer von Königin Marias Beratern, der sich gerade in Holland aufhielt, vorhatte, sie zusammen mit dem Herzog von Braunschweig auf dessen Durchreise durch Wesel abzufangen und zu verhaften. Die Berties flohen wieder, diesmal nach Windsheim, wo der protestantisch gesinnte Pfalzgraf Ottheinrich von Pfalz-Neuburg ihnen Schutz und Unterkunft anbot. Sie blieben dort bis Ende 1557, allerdings in immer schlechter werdender finanzieller Lage, da sie nun kein Einkommen mehr hatten und die Gelder, die sie aus England mitgebracht hatten, langsam aber sicher zur Neige gingen.

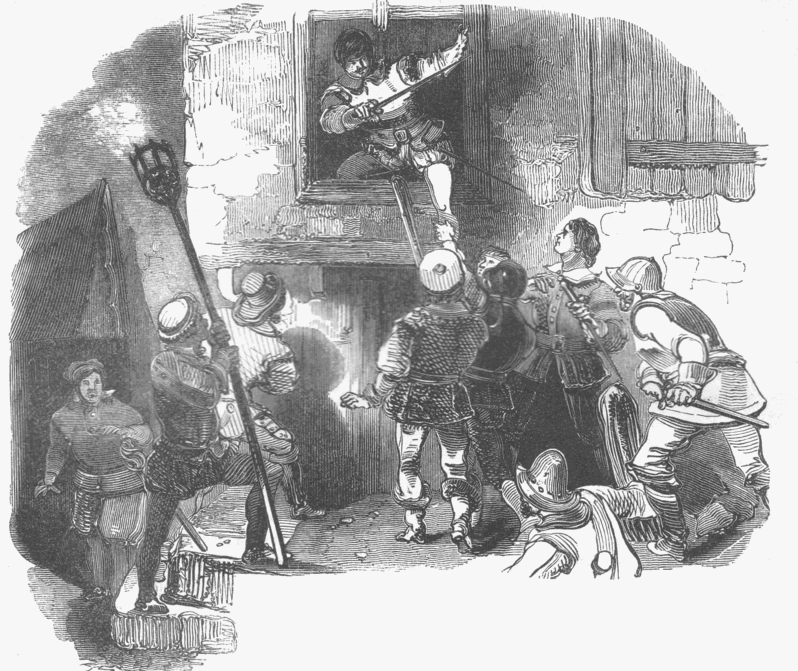
Darstellung in John Foxes Book of Martyrs: Richard Bertie verteidigt sich gegen seine Angreifer

Ein unverhofftes, großzügiges Hilfsangebot erreichte Katherine in dieser verzweifelten Situation. Es kam vom polnischen König Sigismund II. August, der von ihrer unglücklichen Lage gehört hatte und ihnen anbot, an seinem Hof zu leben. Im April 1557 begannen sie die lange Reise nach Polen, aber nahe Frankfurt kam es zu einem Zwischenfall, der Richard Bertie beinahe das Leben kostete. Der Schoßhund der Berties verärgerte eine Gruppe vorbeireitender Bewaffneter des Pfalzgrafen derart, dass sie die Reisegruppe angriffen. Sie stießen ihre Lanzen in den Wagen mit den Frauen und Kindern und im anschließenden Kampf zwischen ihnen und Berties vier Berittenen wurde das Pferd des Hauptmanns getötet. Als Bertie – von seiner Frau losgeschickt, um Hilfe in einem nahegelegenen Ort zu holen – dort ankam, hatte sich schon die Nachricht verbreitet, der Hauptmann sei getötet worden. Bertie wurde von dessen Bruder und einem wütenden Mob beinahe gelyncht, hätte er nicht über eine Leiter Zuflucht auf einem Dachboden finden können, bis der Bürgermeister und Magistrat eintrafen und ihn verhaften ließen. Er wurde erst am nächsten Tag freigelassen, nachdem der ansässige Graf von Erbach das Missverständnis geklärt hatte.
Sie erreichten schließlich doch noch sicher Polen, wo der König ihnen nicht nur einen warmen Empfang bereitete, sondern Richard Bertie die Regierung der Provinz Samogitien übertrug, wodurch die Berties endlich ein gesichertes Einkommen hatten. Bis zu Königin Marias Tod lebten sie sicher und gut versorgt in Polen.

### Rückkehr und Leben unter ElisabethI. 1559–1580
1558 starb schließlich Maria I. und ihre Schwester Elisabeth I., die große Hoffnung der Protestanten, bestieg den Thron. Katherine und Richard Bertie kehrten mit ihren Kindern neun Monate später nach England zurück. Sie erhielten alle Güter und Ländereien zurück, die von Königin Maria konfisziert worden waren, und ihr im Exil geborener kleiner Sohn wurde offiziell eingebürgert.
| For when Queen Mary was deceas'd The Duchess home returned again Who was of sorrow quite releas'd By Queen Elizabeth's happy reign Whose godly life and piety We may praise continually. | Und als Königin Maria starb kehrte die Herzogin nach Haus' zurück sie war von Sorgen nun befreit durch Königin Elisabeths glückliche Herrschaft deren Frömmigkeit und göttliches Leben wir beständig preisen können. |

Die Realität sah allerdings weniger harmonisch aus als in Thomas Deloneys Ballade. Die neue Königin und ihr Minister, Katherines alter Freund William Cecil, trieben nicht, wie alle erwartet hatten, die Reform voran, sondern vermieden das Feld der religiösen Politik so weit es ging und zeigten Toleranz beiden Seiten gegenüber. Viele Protestanten von Katherine Willoughbys Schlag waren davon enttäuscht und frustriert, zumal Katherines Überzeugungen sich in beinahe puritanische Richtungen entwickelt hatten, während sie im Exil war. Schon vor ihrer Rückkehr drängte sie Cecil in Briefen, den wahren Glauben zu fördern, und später rügte sie ihn scharf wegen der zögerlich vorangehenden Reformen. Zur Königin entwickelte sie niemals ein warmes Verhältnis.
Zurück in England nahm Katherine Willoughby ihr altes Netz an Kontakten und ihre Schirmherrschaft für Protestanten wieder auf. Ihre Kinder, Peregrine und Susan, wurden zusammen mit zehn weiteren Kindern als Spiel- und Unterrichtskameraden von einem Tutor namens Mr. Coverdale, möglicherweise verwandt mit dem Bibelübersetzer Miles Coverdale, unterrichtet. Einige ihrer Schützlinge waren offene Kritiker der Elisabethanischen Kirche. Einer ihrer Kaplane starb im Gefängnis, nachdem er Erzbischof Edmund Grindal vorgeworfen hatte, nicht genug zu tun, um papistische Zeremonien aus der Kirche zu entfernen. In der autonomen Gemeinde der Holy Trinity Minories, in der Katherine Land besaß, trafen sich puritanische Priester, geschützt durch eine Gesetzeslücke.
Zwischen 1567 und 1569 hatte sie Charles Brandons Enkeltochter Mary Grey in ihrer Obhut, nachdem diese ohne die Erlaubnis der Königin geheiratet hatte und in Ungnade gefallen war.
Ihre Bestrebungen, für ihren Mann den Titel Lord Willoughby de Eresby zu erlangen, scheiterten, doch war ihre Petition erfolgreich, dem Mann ihrer Tochter Susan den Titel Earl of Kent zu übertragen. Ihr Sohn heiratete gegen ihren Willen Mary de Vere, eine Schwester des Earl of Oxford und wurde unter Elisabeth I. ein erfolgreicher und beliebter Heerführer.

### Tod
Nach längerer Krankheit starb Katherine Willoughby 61-jährig am 19. September 1580. Sie hatte im Laufe ihres Lebens umwälzende religiöse Veränderungen und vier verschiedene Monarchen erlebt und war laut Augustine Bernher, einem Diener Hugh Latimers, 35 Jahre lang eine Stütze der Prediger, ein Trost für Märtyrer und ein Instrument Gottes zur Verbreitung des Evangeliums gewesen. Ihr Sohn Peregrine erbte die Baronie Willoughby de Eresby. Katherine wurde in der Kirche von Spilsby zusammen mit ihrem Mann Richard Bertie, der zwei Jahre nach ihr starb, beigesetzt. Ihre prächtige Alabastergruft kann dort noch heute besichtigt werden.

## Nachruf
Bereits zu Lebzeiten Katherine Willoughbys waren ihre Flucht und Exil in John Foxes protestantischem Propagandawerk Acts and Monuments beschrieben worden und innerhalb weniger Jahre nach ihrem Tod wurden zwei weitere Werke über ihr bewegtes Leben verfasst. Das Theaterstück The Duchess of Suffolk, her life (gedruckt 1631) von Thomas Drue und eine Ballade gesungen nach der Melodie von Queen Dido von Thomas Deloney mit dem Titel The most rare and excellent history of the Dutchess of Suffolk’s and her husband Richard Bertie’s Calamity, die im Elisabethanischen Zeitalter sehr beliebt wurde und in drei Werksammlungen erhalten ist.
In neuerer Zeit schrieb ihre Nachfahrin Jane Heathcote-Drummond-Willoughby, 28. Baroness Willoughby de Eresby eine Biografie über Katherine Willoughby und sie tauchte als Charakter in 14 Folgen der Fernsehserie Die Tudors auf, gespielt von Schauspielerin Rebekah Wainwright. Darin heiratet sie erst als 17-Jährige Charles Brandon und wird zunächst als Katholikin und Gegnerin Anne Boleyns dargestellt, die mit den katholischen Rebellen der Pilgrimage of Grace sympathisiert. Sie entfremdet sich dann jedoch von ihrem Mann und wird Protestantin und Unterstützerin Anne Askews.
Katherine Willoughby ist auch die Protagonistin in Suzannah Dunns Roman The Sixth Wife über Catherine Parr.

## Nachkommen
Aus ihrer ersten Ehe mit Charles Brandon, 1. Duke of Suffolk, hatte sie zwei Söhne:
- Henry Brandon, 2. Duke of Suffolk (* 18. September 1535; † 14. Juli 1551 am Englischen Schweiß);
- Charles Brandon, 3. Duke of Suffolk (* ca. 1537/38; † 14. Juli 1551 ebenfalls am Englischen Schweiß, eine Stunde nach seinem Bruder).

Aus ihrer zweiten Ehe mit Richard Bertie hatte sie eine Tochter und einen Sohn
- Susan Bertie (* 1554), ⚭ (1) 1570 Reginald Grey, 5. Earl of Kent, ⚭ (2) 30. September 1581 Sir John Wingfield;
- Peregrine Bertie, 13. Baron Willoughby de Eresby (* 12. Oktober 1555; † 25. Juni 1601), ⚭ 1577 Lady Mary de Vere, Tochter des John de Vere, 16. Earl of Oxford.